# Zecchino d'Oro 2017
Il sessantesimo Zecchino d'Oro si è svolto a Bologna dal 18 novembre al 9 dicembre 2017. È stato trasmesso in diretta su Rai 1, in differita su Rai Radio Kids e in replica ogni venerdì in prime time su Rai YoYo (ad eccezione della prima puntata replicata il sabato).
È stato presentato da Francesca Fialdini e Gigi e Ross con la partecipazione di Cristina D'Avena, in qualità di presidente di giuria, per gli appuntamenti pomeridiani.
Per festeggiare il traguardo delle 60 edizioni, la direzione artistica è stata affidata a Carlo Conti mentre la direzione musicale è curata dal maestro Giuseppe Vessicchio; inoltre venerdì 8 dicembre, per la prima volta in diretta da uno studio diverso, il numero 5 del Centro Produzione TV RAI DEAR - Nomentano di Roma (che dal 2018 è intitolato a Fabrizio Frizzi), si è svolta una serata speciale dal titolo 60 Zecchini, per festeggiare le sessanta edizioni, dedicata alla memoria di Cino Tortorella, inventore della trasmissione, scomparso il 23 marzo 2017. La serata è stata strutturata come il Gran galà dello Zecchino d'Oro tenutosi nel 2007 per celebrare le 50 edizioni. È stata condotta da Carlo Conti ed è stato ospite, per un'intervista, dopo 11 anni d'assenza, Topo Gigio.
La sigla è stata Lo Zecchino siamo noi mixata con alcuni successi delle edizioni precedenti.
Con il 15,83% di share e 2.360.000 telespettatori, l'edizione ha avuto ascolti che non otteneva dal 2013.

## Brani in gara
- Bumba e la zumba (Testo: Alberto Zeppieri/Musica: Bobby Solo) - Matilde De Marco (10 anni) e Davide Schirru (8 anni)
- Canzone scanzonata (Testo: Carmine Spera, Flavio Careddu, Herbert Bussini/Musica: Herbert Bussini, Valerio Baggio) - Gabriele Meli (7 anni)
- Gualtiero dei mestieri (Testo: Frankie hi-nrg mc/Musica: Stefano Barzan) - Tommaso Migone (9 anni)
- Il pescecane (solo un ciao) (Testo: Mario Gardini/Musica: Marco Iardella) - Giorgia Maria Voci (7 anni)
- L'anisello Nunù (Testo: Carmine Spera/Musica: Carmine Spera) - Nicole Marzaroli (4 anni e ½) (2º posto) (690 voti)
- La ballata dei calzini spaiati (Testo: Luca Tozzi/Musica: Luca Tozzi) - Marianna Cecchin (9 anni) e Matteo Pirrello (9 anni e ½)
- Un nuovo giorno (Lo senti anche tu) (Testo: Mario Gardini/Musica: Giuseppe De Rosa) - Martina Guglielmelli (9 anni e ½)
- Mediterraneamente (Testo: Giuliano Ciabatta/Musica: Giuliano Ciabatta) - Alessandro Gibilisco (10 anni) (3º posto) (680 voti)
- Ninna nanna di sua Maestà (Testo: Michele Erba/Musica: Michele Erba) - Antonio Cioci (4 anni e ½), Alessia De Marco (4 anni)  e Maria Guano (5 anni)
- Radio Giungla (Testo: Franco Fasano, Gianfranco Grottoli, Andrea Vaschetti/Musica: Franco Fasano, Gianfranco Grottoli, Andrea Vaschetti) - Olga Rui Marchiò (9 anni)
- Si, davvero mi piace! (Testo: Lodovico Saccol/Musica: Lodovico Saccol) - Angelica Rita Lampis (10 anni)
- Una parola magica (Testo: Stefano Rigamonti/Musica: Stefano Rigamonti) - Sara Calamelli (9 anni)   (1º posto) (706 voti)
- (fuori concorso) Bela Bulagna - Piccolo Coro dell'Antoniano

## Programma[6]
18 novembre: ascolto delle prime 6 canzoni in gara, ascolto breve delle altre 6 tramite highlights e votazioni da parte di una giuria composta da bambini e da 4 giudici d'eccezione.
25 novembre: ascolto delle altre 6 canzoni in gara, ascolto delle precedenti 6 canzoni tramite highlights e votazioni da parte di una giuria composta da bambini e da 4 giudici d'eccezione.
2 dicembre: ascolto delle 12 canzoni in gara in versione ridotta e votazioni da parte di una giuria composta da bambini e da 4 giudici d'eccezione.
9 dicembre: ascolto delle 12 canzoni in gara e votazioni da parte di una giuria composta da bambini e da 4 giudici d'eccezione. I voti delle puntate precedenti sono stati sommati con quelli di questa puntata. Al termine è stata proclamata la canzone più amata dal web e la canzone vincitrice dello Zecchino d'oro.

## Solidarietà
Anche nel 2017, con il Cuore dello Zecchino d'Oro, sono state aiutate dieci mense francescane italiane (Operazione Pane). Fino all’11 dicembre è stato attivo un numero telefonico per contribuire alla raccolta fondi.

## Ospiti

### 18 novembre
- Cristina D'Avena - presidente di giuria
- Lino Banfi - giurato d'eccezione
- Caterina Balivo - giurato d'eccezione
- Simone Montedoro - giurato d'eccezione
- Gaetano Curreri
- Chiara Tortorella
- Gabriele Cirilli
- Thomas Bocchimpani e i protagonisti del musical Il magico mondo dello Zecchino[6].

### 25 novembre
- Cristina D'Avena - presidente di giuria
- Massimo Lopez - giurato d'eccezione
- Roberta Lanfranchi - giurato d'eccezione
- Gabriele Cirilli - giurato d'eccezione
- Il cast del musical Regal Academy
- Walter Brugiolo
- Fabio Volo
- Dario Bandiera

### 2 dicembre
- Cristina D'Avena - presidente di giuria
- Lodovica Comello - giurato d'eccezione
- Alessandro Greco - giurato d'eccezione
- Roberta Giarrusso - giurato d'eccezione
- Il cast dello Winx Club Show[7].

### 9 dicembre
- Carlo Conti - presidente di giuria
- Rocío Muñoz Morales - giurato d'eccezione
- Orietta Berti - giurato d'eccezione
- Cristina D'Avena - giurato d'eccezione
- Topo Gigio
- Gli interpreti di Maggie & Bianca Fashion Friends
- Il cast del musical Madagascar
- Bruno Barbieri
- La rappresentante dell'Italia allo Junior Eurovision Song Contest 2017 Maria Iside Fiore
- Sergio Sylvestre
- Chiara
- Alessio Bernabei
- Wang Jiawen

## Ascolti
| Puntata       | Messa in onda    | Telespettatori | Share  |
| ------------- | ---------------- | -------------- | ------ |
| 1             | 18 novembre 2017 | 2.307.000      | 16,23% |
| 2             | 25 novembre 2017 | 2.195.000      | 15,0%  |
| 3             | 2 dicembre 2017  | 2.142.000      | 14,9%  |
| 4             | 9 dicembre 2017  | 2.796.000      | 17,2%  |
| Media Auditel | Media Auditel    | 2.360.000      | 15,83% |